# Тихей
Тихей (III век до н. э.) — нумидийский вождь.

## Биография
Тихей был другом царя Западной Нумидии Сифакса. Некоторые современные исследователи считают, что он мог быть правителем ареакидов, о которых упоминал Аппиан.
Незадолго до битвы при Заме, в течение зимы 203/202 годов до н. э., Ганнибал деятельно готовился к решающему столкновению с возглавляемыми Сципионом римлянами. В том числе, карфагенский полководец пытался привлечь на свою сторону нумидийских вождей. Испытывая недостаток в кавалерии, он обратился с просьбой о содействии и к Тихею, чья конница, по свидетельству Полибия, почиталась лучшей в Ливии. Тихей понимал, что в случае победы римлян их союзник Массинисса, противник Сифакса, может отнять у него не только власть, но и саму жизнь. Поэтому Тихей решил поддержать карфагенян и явился к Ганнибалу с двумя тысячами всадников.